# 김정훈 (1970년)
김정훈(金正勳, 1970년 7월 29일 - )은 KBO 리그 해태 타이거즈에서 뛴 야구 선수였다.
김정훈은 순천상고를 졸업하고 해태에 입단해 통산 7경기 출전 4타수 무안타를 기록했다.